# La déesse des mouches à feu
La déesse des mouches à feu (auf Deutsch Die Göttin der Feuerfliegen; englischsprachiger Festivaltitel: Goddess of the Fireflies) ist ein kanadischer Spielfilm für Jugendliche unter der Regie von Anaïs Barbeau-Lavalette aus dem Jahr 2020. Der Coming-of-Age-Film hatte am 22. Februar 2020 auf der Berlinale seine Weltpremiere in der Sektion Generation 14plus.

## Inhalt
An ihrem 16. Geburtstag bekommt Catherine, die in Quebec lebt, einen gelben CD-Spieler, das Buch Wir Kinder vom Bahnhof Zoo, und sie darf ab jetzt ins Einkaufszentrum gehen. An diesem Tag fährt ihr Vater absichtlich mit dem Jeep ihrer Mutter gegen eine Mauer. Catherine durchlebt ihre Adoleszenz, als der Scheidungsprozess ihrer Eltern beginnt. Doch die Jugendliche ist hauptsächlich damit beschäftigt, sich Mélanie Belley vom Leibe zu halten, die sie grundlos terrorisiert. Als sie dieser deren Freund Pascal ausspannt, gewinnt Catherine an Status in der Gruppe. Sie ist begierig darauf, alles kennenzulernen, doch ihre Entdeckungsreise ist weder sanft noch romantisch. Die erste Verliebtheit, der erste Sex: Nach Pascal kommt Kevin. Ein Wendepunkt in ihrem Leben zeichnet sich ab: Ihre neue Clique bringt sie mit Mescalin in Kontakt, das bald ihr Leben bestimmt, und sie gleitet immer weiter ab. Im Drogenrausch befreit sie sich von den verbal und emotional brutalen Auseinandersetzungen ihrer Eltern. Im gewalttätigen Chaos der 1990er Jahre in der kanadischen Provinz, der Grunge-Ära, wird sie erwachsen. Punkrock, Kurt Cobains Suizid und der Look von Mia Wallace stehen in enger Verbindung mit den Befreiungsschlägen der Jugendlichen.

## Hintergrund
Regie führte die Filmemacherin und Schriftstellerin Anaïs Barbeau-Lavalette, die auf der Berlinale bereits ihre Filme Le ring (2006) und Inch'Allah (2012) zeigte.
Das Drehbuch stammt von Catherine Léger. Es beruht auf dem gleichnamigen Erstlingsroman von Geneviève Pettersen aus dem Jahr 2013. Kameramann war Jonathan Decoste, für den Filmschnitt war Stéphane Lafleur verantwortlich und die Musik komponierte Mathieu Charbonneau.
Gefilmt wurde in Chicoutimi, Québec, und in Montreal. Über die Hälfte der Szenen wurden nachts gedreht, da, so die Regisseurin, dies die bevorzugte Tageszeit von Jugendlichen sei.
Produzent war Luc Vandal, als Produktionsfirma wurde Coop Vidéo de Montréal ausgewählt. Kooperationspartner waren CBC/Radio-Canada und Super Écran. Der nationale Vertrieb wird von Entract Films organisiert, der Weltvertrieb liegt in den Händen von WaZabi Films, Montreal. Finanzielle Unterstützung kam unter anderem von der regionalen kanadischen Filmförderung SODEC sowie Téléfilm Canada und dem Fonds Harold Greenberg.
Der Film feierte am 22. Februar 2020 auf der Berlinale Weltpremiere und lief dort in der Sektion Generation 14plus. Der Kinostart in Quebec erfolgte am 25. September 2020.

## Auszeichnungen
Bei der Berlinale 2020 nahm der Film am Wettbewerb Generation 14plus um den Gläsernen Bären für den besten Film teil, der von einer Jury aus sieben Jugendliche verliehen wird. Beim Seattle International Film Festival, wo der Film im April 2021 gezeigt wird, ist er im offiziellen Wettbewerb nominiert.